# Rodrigo Possebon
Rodrigo Pereira Possebon, noto come Rodrigo Possebon (Sapucaia do Sul, 13 febbraio 1989), è un ex calciatore brasiliano naturalizzato italiano, centrocampista.

## Caratteristiche tecniche
Nato principalmente come mediano o centrocampista di fronte alla difesa, è stato più volte impiegato anche come centrocampista centrale.

## Carriera

### Club
Inizia la carriera giocando per l'Internacional nel ruolo di centrocampista arretrato.
Ha firmato per il Manchester United nel gennaio 2008 per 3,5 milioni di euro, e poiché suo padre è di origine italiana (di Treviso), ha richiesto e ottenuto il passaporto italiano, in modo da non essere soggetto alla regolamentazione inglese riguardante l'ottenimento del permesso di lavoro per gli extracomunitari. Ha fatto il suo debutto per il club come sostituto, entrando al posto di Ryan Giggs durante il secondo tempo della partita, terminata 1-1, contro il Newcastle Utd il 17 agosto.
Il 23 settembre 2008, durante un incontro di Carling Cup contro il Middlesbrough, subisce un intervento molto pericoloso da parte di Emanuel Pogatetz, senza però subire alcun grave infortunio, dopo che inizialmente si era temuta la rottura della gamba. Alla fine della stagione conquisterà il suo primo titolo con lo United, la Coppa di Lega, battendo il Tottenham Hotspur in finale, ma rimanendo in panchina per l'intera partita.
Il 2 luglio 2009 è stato ceduto in prestito al Braga per l'intera stagione, ma dopo una sola presenza in Europa League, contro l'Elfsborg, in cui il giocatore viene sostituito al 34º minuto, nel gennaio 2010 la squadra portoghese decide di interrompere l'accordo per via delle sue ripetute assenze ingiustificate durante gli allenamenti, restituendo di fatto il giocatore al Manchester United.
Il 20 agosto 2010 viene ufficializzata la sua cessione definitiva al Santos, con cui il giocatore stipula un contratto di quattro anni. Debutta con la nuova maglia nella trasferta contro l'Atletico Mineiro e in un anno e mezzo disputa in tutto 31 partite (di cui 5 in Coppa Libertadores) segnando una rete.
Il 22 gennaio 2012 viene ufficializzato il suo approdo in Italia con la maglia del Vicenza, in Serie B.. Nel giugno del 2012 lascia Vicenza senza aver collezionato alcuna presenza, per tornare a giocare in patria nelle file del Criciuma.

### Nazionale
Sebbene possa essere convocato per la Nazionale brasiliana, Il 15 aprile 2009 ha accettato la convocazione di Francesco Rocca, commissario tecnico della Nazionale italiana Under-20, per disputare l'amichevole del torneo "Quattro nazioni" contro la Germania in programma il 22 aprile.

## Statistiche

### Presenze e reti nei club
Statistiche aggiornate al 23 gennaio 2012.
| Stagione                 | Squadra                  | Campionato               | Campionato | Campionato | Coppe nazionali | Coppe nazionali | Coppe nazionali | Coppe continentali | Coppe continentali | Coppe continentali | Altre coppe | Altre coppe | Altre coppe | Totale | Totale |
| Stagione                 | Squadra                  | Comp                     | Pres       | Reti       | Comp            | Pres            | Reti            | Comp               | Pres               | Reti               | Comp        | Pres        | Reti        | Pres   | Reti   |
| ------------------------ | ------------------------ | ------------------------ | ---------- | ---------- | --------------- | --------------- | --------------- | ------------------ | ------------------ | ------------------ | ----------- | ----------- | ----------- | ------ | ------ |
| 2008-2009                | Manchester United        | PL                       | 3          | 0          | FACup+CdL       | 2+3             | 0               | UCL                | 0                  | 0                  | CS          | 0           | 0           | 8      | 0      |
| 2009-gen. 2010           | Braga                    | PL                       | 0          | 0          | CP+CdL          | 0               | 0               | UEL                | 1                  | 0                  | -           | -           | -           | 1      | 0      |
| gen.-giu. 2010           | Manchester United        | PL                       | 0          | 0          | FACup+CdL       | 0               | 0               | UCL                | 0                  | 0                  | -           | -           | -           | 0      | 0      |
| Totale Manchester United | Totale Manchester United | Totale Manchester United | 3          | 0          |                 | 5               | 0               |                    | 0                  | 0                  |             | 0           | 0           | 8      | 0      |
| giu. 2010                | Santos                   | A                        | 3          | 0          | -               | -               | -               | -                  | -                  | -                  | -           | -           | -           | 3      | 0      |
| 2011                     | Santos                   | A1/SP+A                  | 17+6       | 1+0        | -               | -               | -               | CL                 | 5                  | 0                  | -           | -           | -           | 28     | 1      |
| Totale Santos            | Totale Santos            | Totale Santos            | 17+9       | 1+0        |                 | -               | -               |                    | 5                  | 0                  |             | -           | -           | 31     | 1      |
| gen.-giu. 2012           | Vicenza                  | B                        | 0          | 0          | -               | -               | -               | -                  | -                  | -                  | -           | -           | -           | 0      | 0      |
| Totale carriera          | Totale carriera          | Totale carriera          | 23+6       | 1+0        |                 | 5               | 0               |                    | 6                  | 0                  |             | 0           | 0           | 40     | 1      |

## Palmarès

### Club

#### Competizioni statali
- Campionato paulista: 1

Santos: 2011

#### Competizioni nazionali
- Campionato inglese: 1

Manchester United: 2008-2009
- Coppa di Lega inglese: 1

Manchester United: 2008-2009
- Community Shield: 1

Manchester United: 2008

#### Competizioni internazionali
- Coppa Libertadores: 1

Santos: 2011